# Anolis nubilis
Anolis nubilis är en ödleart som beskrevs av  Garman 1887. Anolis nubilis ingår i släktet anolisar, och familjen Polychrotidae. IUCN kategoriserar arten globalt som livskraftig. Inga underarter finns listade i Catalogue of Life.

## Bildgalleri

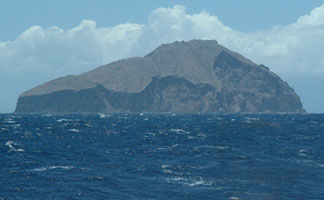